# Lois Blanco Penas
Lois Blanco Penas (Melide, 1968) es presidente de La Voz de Galicia desde octubre del 2024. Accede al cargo tras el fallecimiento de Santiago Rey Fernández-Latorre, propietario y editor del periódico, que legó a la Fundación Santiago Rey Fernández-Latorre la propiedad de la cabecera y del resto de empresas que conforman la Corporación Voz de Galicia, el primer grupo de comunicación de la Comunidad. Lois Blanco es también presidente de la Fundación Santiago Rey Fernández-Latorre —por designación expresa de Santiago Rey Fernández-Latorre en sus disposiciones testamentarias— y de la Corporación Voz de Galicia.

## Trayectoria
Licenciado en Ciencias de la Información por la Universidad Complutense de Madrid, desarrolló toda su carrera profesional en la Corporación Voz de Galicia. En el año 1990 comenzó como redactor en prácticas en la delegación de Santiago de La Voz de Galicia. A lo largo de los años se fue estableciendo cómo uno de los periodistas de opinión más importantes de su periódico, al tiempo que avanzaba en la estructura empresarial del grupo de comunicación.
Compaginó el ejercicio del periodismo con responsabilidades en la organización de la redacción. Fue cronista político, delegado de la edición de Santiago, jefe de área de la sección de Galicia y subdirector de ediciones entre 2007 y 2010, fecha en la que accede a la dirección de Medios Digitales de Galicia, que lanzó y emitió en TDT durante varios años a canal V Televisión. En junio de 2011 fue nombrado director general de la Corporación y consejero de La Voz de Galicia con atribuciones empresariales y editoriales. En el 2024 accede a la presidencia de la Fundación Santiago Rey Fernández-Latorre, de la Corporación Voz de Galicia y de La Voz de Galicia.